# Asthenes wyatti
El canastero de Wyatt (Asthenes wyatti), también denominado canastero dorsilistado (en Ecuador), canastero rayado (en Colombia), güitío coludo (en Venezuela), canastero de dorso rayado (en Perú) o piscuiz de Wyatt, es una especie de ave paseriforme de la familia Furnariidae, perteneciente al numeroso género Asthenes. Es nativa de regiones andinas del noroeste y oeste de América del Sur.

## Distribución y hábitat

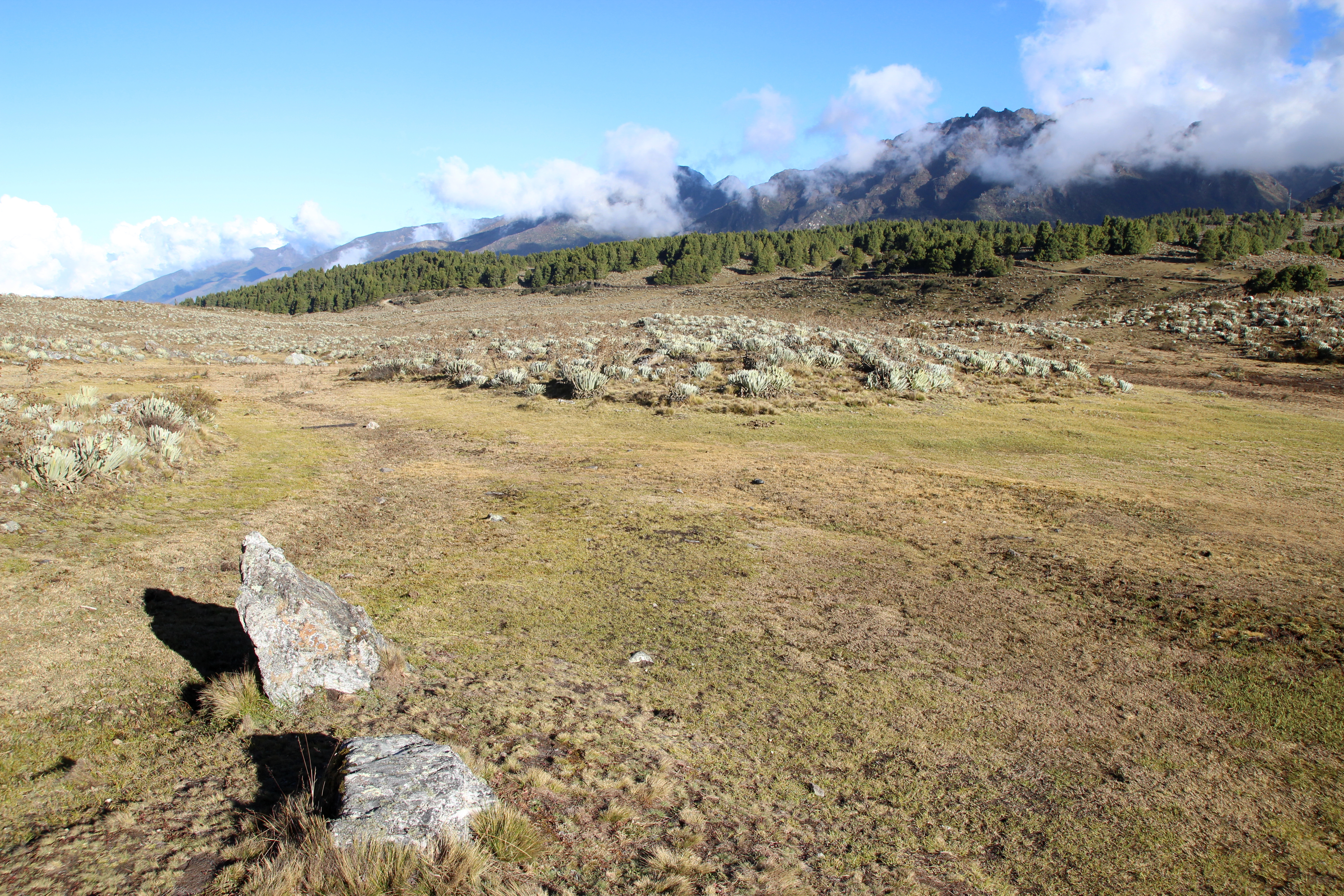
Páramo en Mérida, Venezuela, ejemplo de hábitat de la especie.

Se distribuye de forma disjunta en el norte de Colombia, noroeste de Venezuela, sur de Ecuador y norte de Perú y centro sur de Perú y oeste de Bolivia  hasta el noroeste y centro oeste de Argentina.
Esta especie es considerada bastante común y local en sus hábitats naturales: los pastizales de altitud y matorrales áridos montanos del páramo y de la puna, principalmente entre 3000 y 4500 m de altitud.

## Sistemática

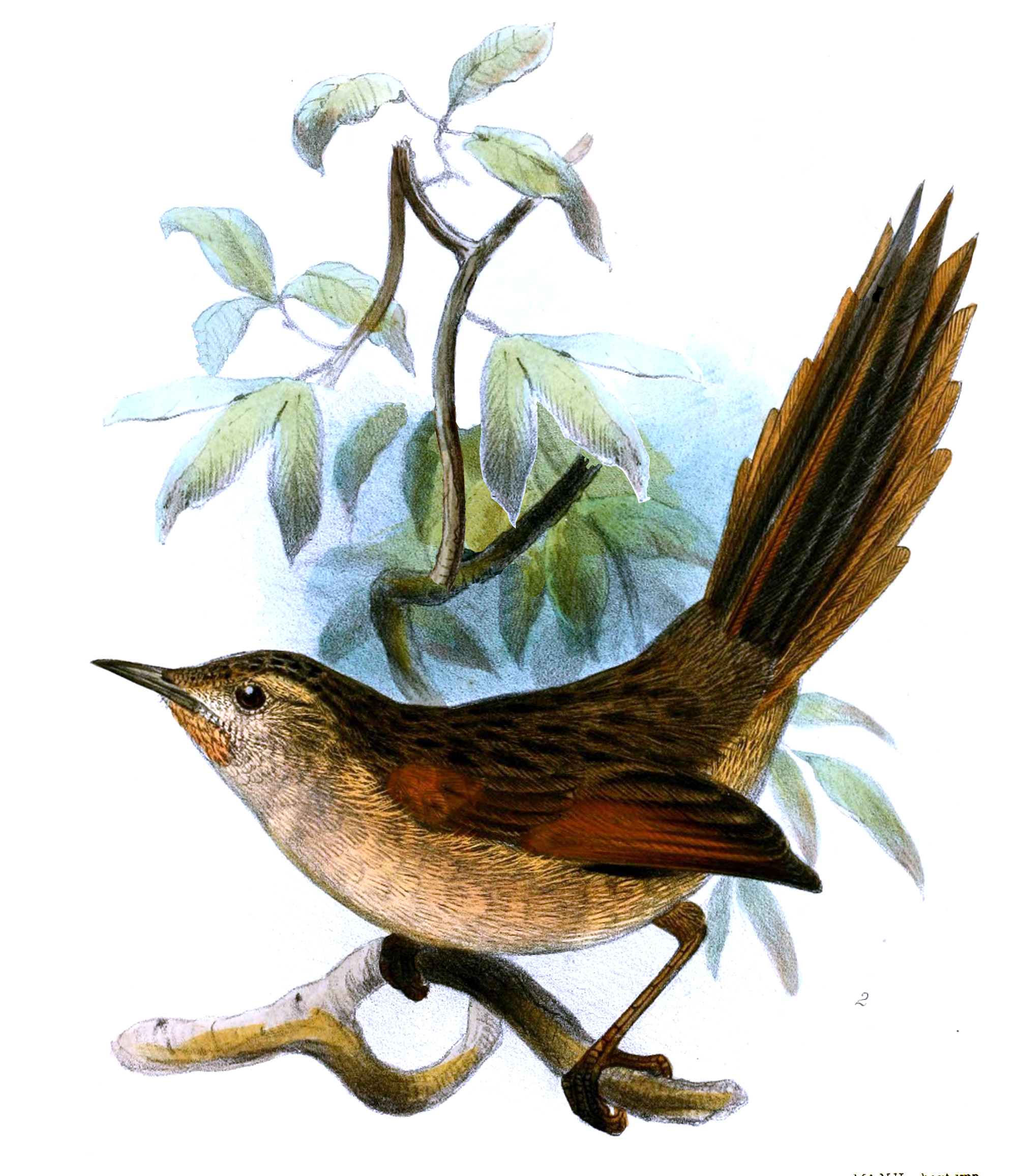
Synallaxis graminicola = Asthenes wyatti graminicola, ilustración de Joseph Smit en Proceedings of the Zoological Society of London, 1874.

### Descripción original
La especie A. wyatti fue descrita por primera vez por los zoólogos británicos Philip Lutley Sclater y Osbert Salvin en 1871 bajo el nombre científico Synallaxis wyatti; la localidad tipo es: «Páramo de Pamplona, Santander, Colombia».

### Etimología
El nombre genérico femenino «Asthenes» deriva del término griego «ασθενης asthenēs» que significa ‘insignificante’; y el nombre de la especie «wyatti», conmemora al ornitólogo y colector británico Claude Wilmott Wyatt (1842–1900).

### Taxonomía
La clasificación Aves del Mundo (HBW) ya consideraba a la entonces especie Asthenes sclateri  (con sus cinco subespecies) como siendo conespecífica con la presente debido a que las diferencias morfológicas y vocales son muy ligeras, y a la ocurrencia de intergradación en la región del lago Titicaca. Más recientemente, las clasificaciones del Congreso Ornitológico Internacional (IOC) y Clements checklist/eBird también adoptaron la fusión.  Anteriormente se la relacionó con Asthenes anthoides, pero las evidencias genéticas colocan a ambas a una cierta distancia. La subespecie phelpsi era anteriormente listada como perijanus/perijana, pero el nombre está ahora pre-ocupado debido a la integración del género Schizoeaca en Asthenes.

### Subespecies
Según las clasificaciones del Congreso Ornitológico Internacional (IOC) y Clements Checklist/eBird, se reconocen doce subespecies, con su correspondiente distribución geográfica:
- Grupo politípico wyatii:
  - Asthenes wyatti sanctaemartae Todd, 1950 – norte de Colombia (Sierra Nevada de Santa Marta).
  - Asthenes wyatti phelpsi Chesser, 2016 – Serranía del Perijá, en la frontera del noreste de Colombia con el noroeste de Venezuela.
  - Asthenes wyatti mucuchiesi Phelps, Sr & Gilliard, 1941 – Andes del oeste de Venezuela (Trujillo, Mérida).
  - Asthenes wyatti wyatti (P.L. Sclater & Salvin, 1871) – Andes orientales del norte de Colombia (Norte de Santander).
  - Asthenes wyatti aequatorialis (Chapman, 1921) – Andes occidentales del centro de Ecuador (Cotopaxi al sur hasta Carchi).
  - Asthenes wyatti azuay (Chapman, 1923) – Andes del sur de Ecuador (Azuay, Zamora Chinchipe, norte de Loja) y norte de Perú (Piura, Cajamarca, Áncash).
  - Asthenes wyatti graminicola (P. L. Sclater, 1874) – Andes del centro y sur de Perú (Junín al sur hasta Puno) y oeste de Bolivia (oeste de La Paz).

- Grupo politípico sclateri:
  - Asthenes wyatti punensis (Berlepsch & Stolzmann, 1901) – cuenca del lago Titicaca en el extremo sur de Perú (sur de Puno) y oeste de Bolivia (La Paz).
  - Asthenes wyatti cuchacanchae (Chapman, 1921) – Andes del centro de Bolivia (Cochabamba, Potosí, también registros visuales en Chuquisaca y Tarija) y noroeste de Argentina (Salta).
  - Asthenes wyatti lilloi (Oustalet, 1904) – Andes del noroeste de Argentina (Catamarca, Tucumán, La Rioja).
  - Asthenes wyatti sclateri (Cabanis, 1878) – centro norte de Argentina (Sierras de Córdoba y montañas adyacentes en la región).
  - Asthenes wyatti brunnescens Nores & Yzurieta, 1983 – centro de Argentina (Sierra de San Luis).